# 리포그램
리포그램(lipogram, 그리스어: lipagrammatos: ‘빠진 글자’라는 뜻에서)은 제한된 조건의 글짓기 혹은 낱말 놀이의 일종으로 특정 문자나 문자 집단을 사용하지 않고 문단이나 더 긴 문학 작품을 만드는 것을 의미한다. 사용하지 않는 문자로는 일반적으로 자주 사용되는 홀소리를 빼는데 영어의 경우에는 e 가 가장 빈도수가 많은 홀소리이다. 그 다음은 a, 그리고 o, i가 뒤를 잇는다. 닿소릴 뺄 때는 닿소리 중 가장 자주 쓰이는 글자는 t이다. 한국어의 한글의 경우에는 ㅇ, ㄱ, ㄴ이 가장 빈도수가 많은 문자이다. 만약 e를 제외하고 리포그램을 만든다고 하면 나머지 25개의 알파벳만을 이용해서 문장을 구성해야 한다.

## 참고 자료
- McArthur, Tom (1992). The Oxford Companion to the English Language, p.612. Oxford University Press. ISBN 019214183X.

## 같이 보기
- 로골로지
- 어구전철
- 어네스트 라이트
- 회문
- 팬그램
- 아이서그램
- 낱말 놀이